# Maximilian Duncker
Pour les articles homonymes, voir Duncker.
Maximilian Wolfgang Duncker (né le 15 octobre 1811 à Berlin et mort le 21 juillet 1886 à Ansbach) est un historien et homme politique prussien.

## Origine et famille
Maximilian Duncker est le fils du libraire Karl Duncker (1781-1869), fondateur de la maison d'édition Duncker & Humblot, et de son épouse Fanny Auguste Babett née Levy. Ses frères sont l'éditeur Alexander Duncker (1813-1897), l'homme politique berlinois Hermann Carl Rudolf Duncker (1817-1892), député de l'Assemblée nationale prussienne, et l'éditeur et publiciste Franz Duncker (1822-1888), cofondateur des associations syndicales de Hirsch-Duncker (de). Maximilian Duncker se marie avec Charlotte Guticke en 1842.

## Carrière
Après le lycée Frédéric-Guillaume de Berlin, Maximilian Duncker étudie l'histoire, la philosophie et la philologie à Berlin et à Bonn. Il obtient son doctorat en 1834. Après son service militaire comme volontaire d'un an, il travaille à la Bibliothèque royale de Berlin en 1834. La même année, des enquêtes sont ouvertes contre Maximilian Duncker en raison de son appartenance à la confrérie Marcomannia Bonn, à laquelle il a adhéré en 1832. En 1837, cela lui vaut d'être condamné à six ans de prison et à l'interdiction d'exercer des fonctions publiques. Il est consigné dans le Livre noir de l'Autorité centrale fédérale de Francfort (entrée n° 335).
Après six mois de prison à Köpenick, il est gracié et autorisé à achever son habilitation en 1838. Cela a lieu un an plus tard à l'Université de Halle. Là, il est professeur privé d'histoire jusqu'en 1842 et occupe en même temps un poste de direction dans la maison d'édition de son père. De 1842 à 1857, il est professeur agrégé d'histoire à Halle. En 1851, une procédure pénale est engagée contre lui sur la base de ses écrits Vier Monate auswärtiger Politik.
En 1855, grâce au soutien du fonctionnaire universitaire du ministère prussien de la Culture, Johannes Schulze (de) (1786-1869), Duncker réussit presque à accéder à une chaire d'histoire à l' Université de Greifswald. Le ministre conservateur de l'Éducation Karl Otto von Raumer et le roi de Prusse sont prêts à approuver la nomination de Duncker. En échange, ils exigent cependant de Duncker des explications sur ses activités politiques. Duncker est censé expliquer son comportement lors de la révolution de 1848/49 et faire une sorte de vœu de rester politiquement réservé à l'avenir. Max Duncker accepte cette offre et en est apparemment tout à fait sûr. C'est pourquoi, en 1855, il refuse une nomination à l'Université de Bâle. Cependant, l'appel à Greifswald échoue ; il semble que le ministre ou le roi n'aient pas jugé l'explication de Duncker suffisante. Une carrière de scientifique en Prusse semble désormais avoir été définitivement détruite. Cependant, il reçoit l'appel rédempteur au poste de professeur ordinaire en 1857 à l'Université de Tübingen, où il devient professeur ordinaire d'histoire politique, de droit international et de théorie des statistiques.
Cependant, dès 1859, il passe à la fonction publique directe et dirige le bureau central de presse du ministère d'État prussien à Berlin jusqu'en 1861. Il est affecté auprès du président du ministère d'État (de) au ministère des Affaires étrangères en tant que conseiller du gouvernement. En 1861, il devient conférencier et conseiller politique du prince héritier Frédéric-Guillaume (le futur Frédéric III). Dans le cadre de la guerre austro-prussienne, il est commissaire civil prussien dans l'Électorat de Hesse. En 1866, il rédige le premier avant-projet de constitution de la confédération de l'Allemagne du Nord, qui est ensuite élargie dans la Constitution impériale de Bismarck et étendue aux États allemands du sud. De 1867 à 1874, il est directeur des Archives d'État prussiennes (de) à Berlin.
Maximilian Duncker décède en 1886 à l'âge de 74 ans à Ansbach. Sa tombe se trouve à l'ancien cimetière de l'église des Douze-Apôtres à Berlin-Schöneberg. Un obélisque en granit foncé avec un médaillon en bronze sur le devant sert de pierre tombale au complexe funéraire en treillis. La dernière demeure de Maximilian Duncker est consacrée comme tombe d'honneur à Berlin de 1962 à 2015.

## Publiciste et historien
Duncker est journaliste actif depuis 1832. À partir de 1858, il travaille aux Annales prussiennes et y est chef de la correspondance politique depuis 1867. Il est également l'auteur de nombreuses monographies et essais scientifiques politiques et historiques. Ceux-ci comprennent Zur Geschichte der Reichsversammlung in Frankfurt (Berlin 1849), Geschichte des Altertums (4 volumes, Berlin 1852-1857). Avec d'autres auteurs, dont Gustav Droysen, il publie Urkunden und Aktenstücke zur Geschichte des großen Kurfürsten, ainsi que Preussische Staatsschriften aus der Regierungszeit König Friedrichs II. Après avoir quitté la fonction publique en 1874, il revient à un travail essentiellement scientifique et journalistique et est considéré en 1884 comme « l'historiographe de la Maison de Brandebourg ». Il est entre autres membre de l'Académie des sciences prussienne et bavaroise ainsi que de la Société des sciences de Göttingen.

## Politique et mandats
Depuis les années 1840, Duncker est actif de diverses manières au sein du mouvement national et libéral. En 1848, il est membre du club constitutionnel de Halle.
Duncker est député du Parlement de Francfort pour la circonscription électorale d'Halle en 1848/49 et appartenait à la fraction Casino. En 1849, il participe au post-parlement de Gotha et en 1850 au Parlement de l'Union d'Erfurt. De 1849 à 1852 et de 1860 à 1861, il est député de la Chambre des représentants de Prusse dans diverses circonscriptions. Il fait partie initialement de diverses factions de gauche et, dans les années 1860, à la faction Vincke. En 1867, il est député du Reichstag constitutif de la Confédération de l'Allemagne du Nord et y est membre des anciens libéraux.

## Œuvres (sélection)
- Abhandlungen aus der Neueren Geschichte. Duncker & Humblot, Leipzig, 1887.
- Aus der Zeit Friedrichs des Großen und Friedrich Wilhelms III. Abhandlungen zur preußischen Geschichte. Duncker & Humblot, Leipzig, 1876.
- Zur Geschichte der deutschen Reichsversammlung in Frankfurt. Duncker & Humblot, Berlin, 1849.
- Geschichte des Alterthums. 4 Bände, Duncker & Humblot. Berlin, später Leipzig, 1852–1857 (siehe unter Weblinks).
- avec Johann Gustav Droysen (dir.), Preussische Staatsschriften aus der Regierungszeit König Friedrichs II. Duncker, Berlin, 1877–1892.
- Vier Monate auswärtiger Politik. Mit Urkunden. Veit, Schiementz, Berlin, 1851.
- Heinrich von Gagern. Eine biographische Skizze. Costenoble und Remmelmann, Leipzig, 1850.
- Origines Germanicae. Commentatio prima. Berlin, 1840.